# Stephen Hales

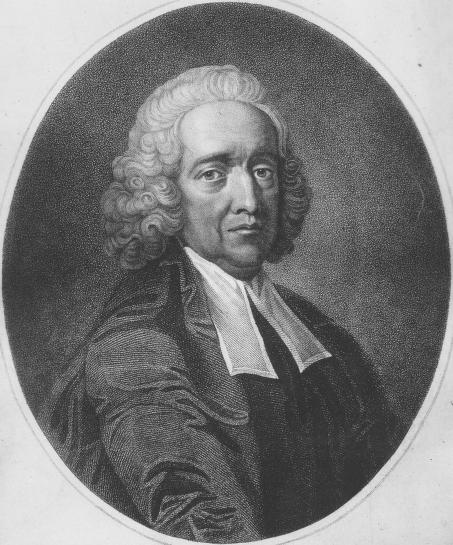

Stephen Hales, född 17 september 1677, död 4 januari 1761, var en brittisk växtfysiolog och präst.

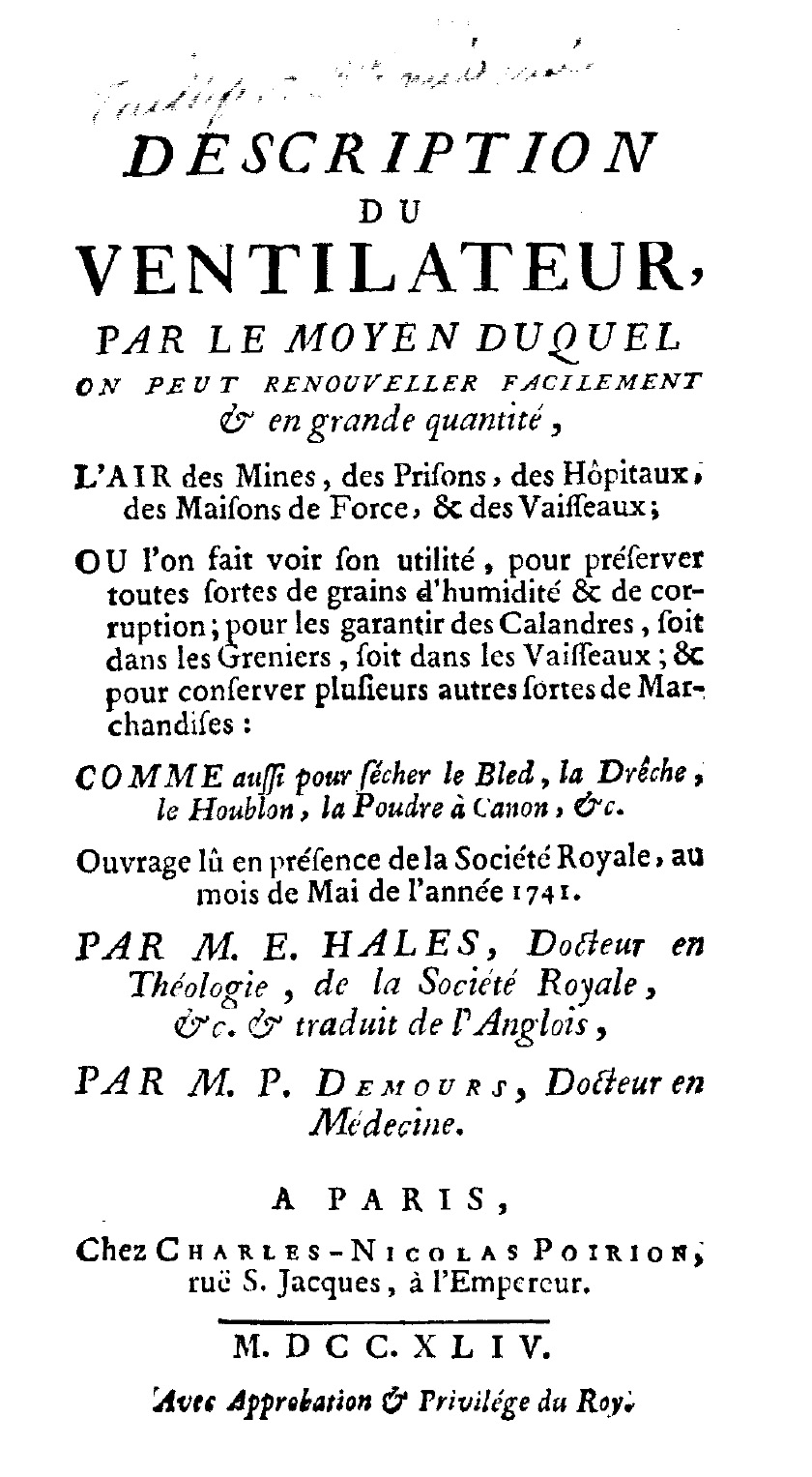
Description du ventilateur (Description of ventilators), 1744

Hales lämnade i sitt klassiska verk Vegetalbe statics (1727, 3:e upplagan 1738) det första mera genomförda försöket till experimentalfysiologisk behandling av växternas näring, saftstigning och transpiration, vilka företeelser han försök återföra till de då bekanta mekanisk-fysiska lagarna. I Hemastatics (1733) meddelade Hales grundläggande undersökningar över blodtrycket.